# Хагань
Хагань (хорв. Haganj) — населений пункт у Хорватії, в Загребській жупанії у складі громади Градець.

## Населення
Населення за даними перепису 2011 року становило 504 осіб.
Динаміка чисельності населення поселення:

## Клімат
Середня річна температура становить 10,57 °C, середня максимальна – 24,66 °C, а середня мінімальна – -5,88 °C. Середня річна кількість опадів – 798 мм.
| Клімат поселення                              | Клімат поселення | Клімат поселення | Клімат поселення | Клімат поселення | Клімат поселення | Клімат поселення | Клімат поселення | Клімат поселення | Клімат поселення | Клімат поселення | Клімат поселення | Клімат поселення | Клімат поселення |
| Показник                                      | Січ.             | Лют.             | Бер.             | Квіт.            | Трав.            | Черв.            | Лип.             | Серп.            | Вер.             | Жовт.            | Лист.            | Груд.            |                  |
| Середній максимум, °C                         | 5,88             | 7,96             | 12,47            | 16,58            | 21,64            | 24,66            | 24,08            | 23,51            | 19,56            | 14,59            | 9,03             | 4,69             |                  |
| Середня температура, °C                       | 0,00             | 2,09             | 6,59             | 10,69            | 15,76            | 18,76            | 20,32            | 19,75            | 15,81            | 10,84            | 5,27             | 0,94             |                  |
| Середній мінімум, °C                          | −5,88            | −3,81            | 0,71             | 4,81             | 9,87             | 12,88            | 16,57            | 16,00            | 12,05            | 7,08             | 1,52             | −2,82            |                  |
| Норма опадів, мм                              | 43               | 43               | 50               | 60               | 74               | 89               | 76               | 73               | 74               | 75               | 80               | 61               |                  |
| Середньомісячна швидкість вітру, м/с          | 2.10             | 2.30             | 2.70             | 2.59             | 2.40             | 2.12             | 2.10             | 1.90             | 1.91             | 2.00             | 2.10             | 2.10             |                  |
| Середньомісячна сонячна радіація, кДж/м²·день | 4075             | 6857             | 10623            | 15075            | 19282            | 21242            | 22043            | 19311            | 14200            | 8757             | 4549             | 3322             |                  |
| --------------------------------------------- | ---------------- | ---------------- | ---------------- | ---------------- | ---------------- | ---------------- | ---------------- | ---------------- | ---------------- | ---------------- | ---------------- | ---------------- | ---------------- |
| Джерело:                                      |                  |                  |                  |                  |                  |                  |                  |                  |                  |                  |                  |                  |                  |